# Palazzo di Giustizia

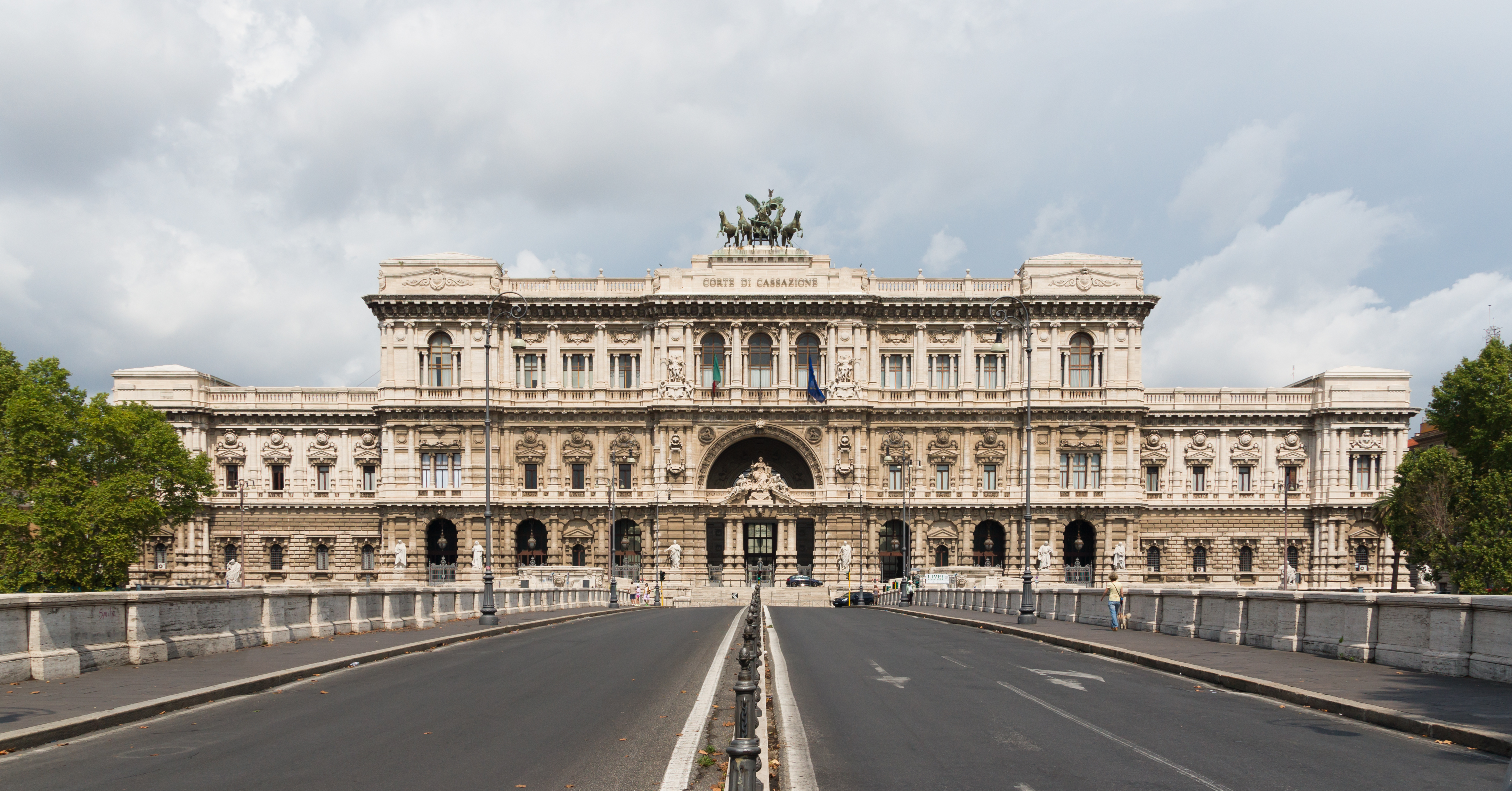
Fachada do Tibre, vista a partir da Ponte Umberto I.

Palazzo di Giustizia ou Palácio de Justiça é a sede da Corte Suprema di Cassazione, a mais alta corte de apelações italiana, e da Biblioteca Jurídica Pública; está localizado no rione Prati de Roma, com fachadas para a piazza dei Tribunali, Via Triboniano, piazza Cavour e a via Ulpiano. O enorme edifício é popularmente chamado, em italiano, de Il Palazzaccio ("O Palácio Ruim" ou "O Mau Palácio").

## História

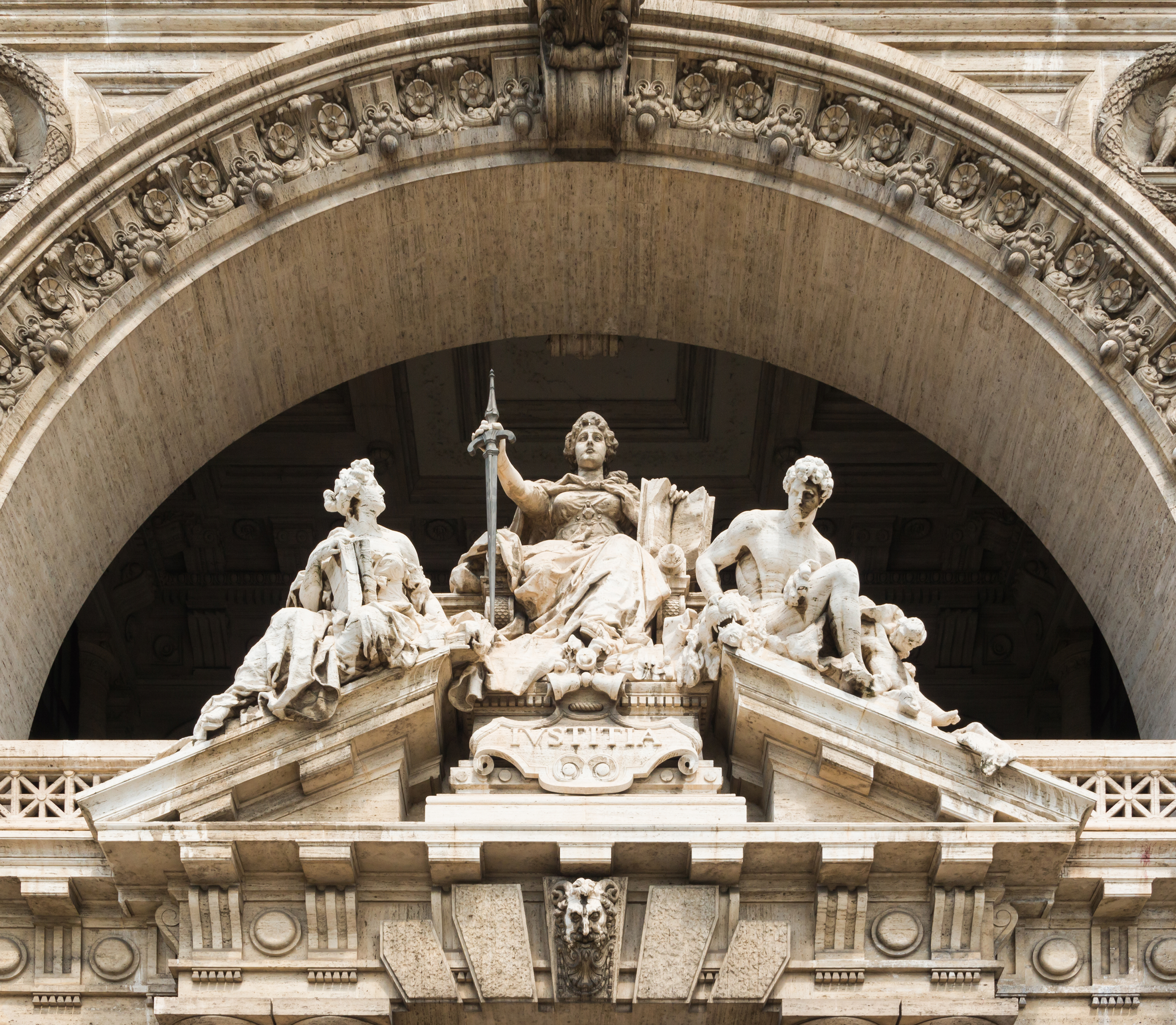
Detalhe do frontão.

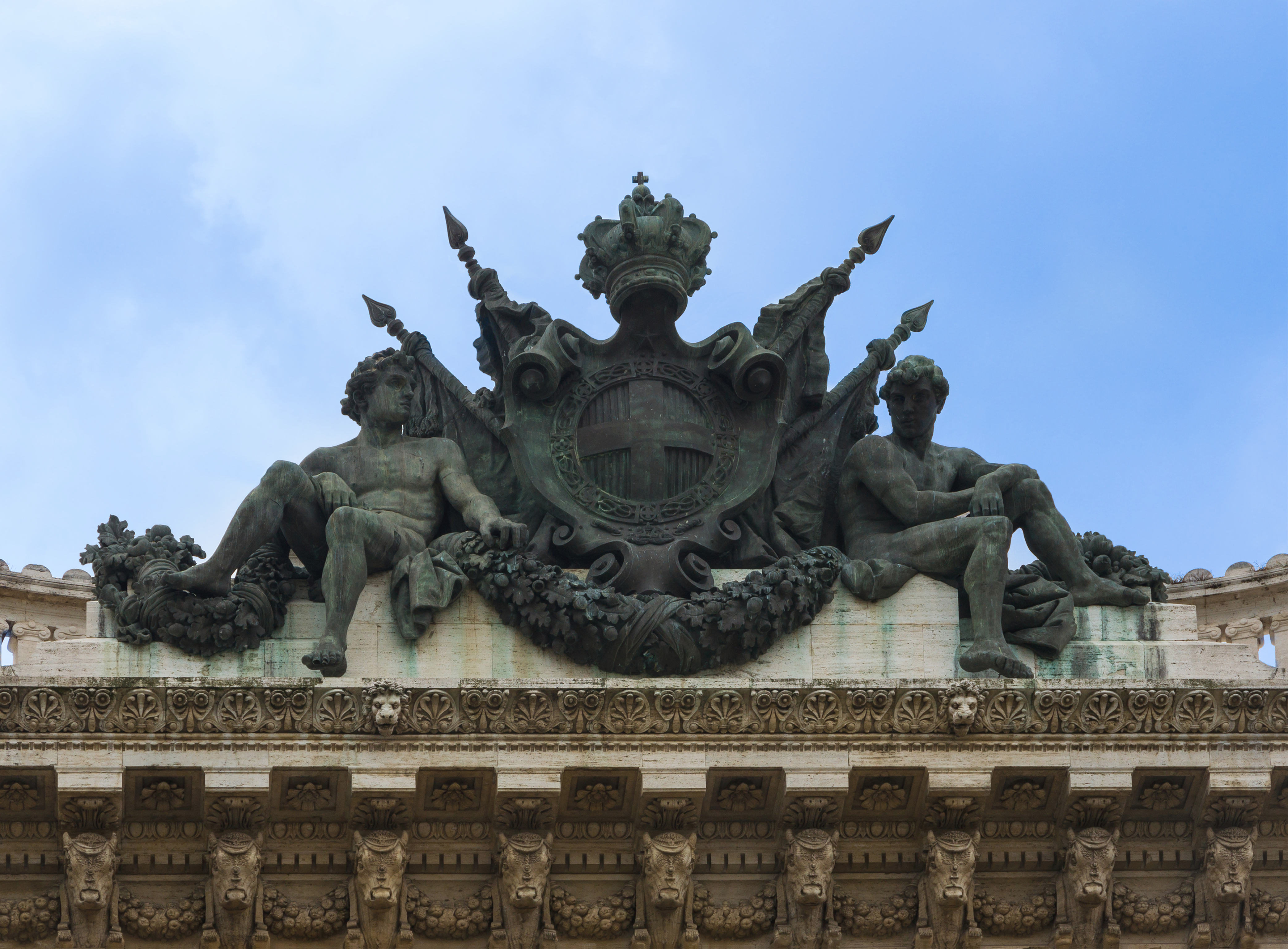
Brasão da Casa de Saboia, que governava a Itália na época da construção.

Projetado pelo arquiteto perugiano Guglielmo Calderini e construído entre 1888 e 1910, o mais grandioso dos novos edifícios que se seguiram à proclamação de Roma como nova capital do novo Reino da Itália. A pedra fundamental foi lançada em 14 de março de 1888, na presença de Giuseppe Zanardelli, ministro da justiça e guardião do selo real, que insistiu em uma localização de prestígio em Prati, onde vários outros novos edifícios judiciários estavam sendo construídos.
O solo aluvial onde se assenta o edifício precisou de uma enorme plataforma de concreto para suportar as fundações do palácio. Ainda assim, problemas de instabilidade começaram a aparecer assim que as obras terminaram e movimentos do solo levaram à necessidade de um minucioso projeto de restauração, iniciado em 1970.
As escavações para firmar as fundações revelaram diversas descobertas arqueológicas, incluindo alguns sarcófagos. Em um deles foi encontrado o esqueleto de uma jovem com uma elaborada boneca articulada de marfim, preservada atualmente no "Antiquarium comunale".
Em 11 de janeiro de 1911, vinte e dois anos depois do início das obras, o edifício foi oficialmente inaugurado, com a presença do rei da Itália, Vítor Emanuel III.
O tamanho enorme do edifício, suas espetaculares decorações e prolongado período de construção deram origem a suspeitas de corrupção. Em abril de 1912, uma comissão parlamentar foi nomeada para investigar o tema e apresentou seus resultados no ano seguinte. O escândalo deu origem ao apelido popular e pejorativo do edifício, "Il Palazzaccio".

## Descrição
Inspirado pela arquitetura renascentista tardia e barroca, o edifício tem 170 x 155 metros e está completamente revestido em travertino calcário. Sobre a fachada de frente para o Tibre está uma grande quadriga de bronze, instalada em 1926, obra do escultor palermitano Ettore Ximenes. Dez grandes estátuas de mármore de juristas notáveis adornam as rampas diante da fachada principal e o pátio interno. A parte superior da fachada da piazza Cavour está ornada com um brasão de bronze da Casa de Saboia. Na Sala da Suprema Corte, conhecida também como Grande Salão (ou, segundo os planos de Calderini, "Aula Maxima"), estão diversos afrescos, iniciados por Cesare Maccari (1840–1919), que adoeceu em 1909 sem terminar o trabalho, concluído finalmente em 1918 por um antigo pupilo seu, Paride Pascucci (1866–1954).